# Simulium pallidofemur
Simulium pallidofemur är en tvåvingeart som beskrevs av Deng, Zhang och Xue 1994. Simulium pallidofemur ingår i släktet Simulium och familjen knott.
Artens utbredningsområde är Tibet. Inga underarter finns listade i Catalogue of Life.